# Bout de Zan pugiliste
Pour plus de détails, voir Fiche technique et Distribution.
Bout de Zan pugiliste est un film muet français réalisé par Louis Feuillade, sorti en 1914.

## Fiche technique
- Titre : Bout de Zan pugiliste
- Réalisation : Louis Feuillade
- Scénario : Louis Feuillade
- Société de production : Société des Etablissements L. Gaumont
- Métrage :
- Langue : film muet avec les intertitres en français
- Format : Noir et blanc — 35 mm — 1,33:1 — Muet
- Genre : Comédie
- Durée :
- Dates de sortie : 
  - France : mars 1914

## Distribution
- René Poyen : Bout de Zan